# 上遠恵子
上遠 恵子（かみとお けいこ、1929年7月17日 - ）は、日本のエッセイスト、翻訳家。レイチェル・カーソン日本協会会長。

## 人物
東京都出身。東京薬科大学卒業。1974年、ポール・ブルックス『生命の棲家』（後に『レイチェル・カーソン』と改題）を訳出。研究室勤務、学会誌編集者を経て、現在エッセイスト。レイチェル・カーソン日本協会理事長を経て会長。

## 年譜
1929年：東京・田園調布にて誕生。父親は昆虫学者。東京帝国大学理学部を卒業後、農林省（現：農林水産省）に勤務する技官だった。両親がクリスチャンだったため、幼児洗礼を受ける。
1936年：小学校入学。
1941年：太平洋戦争勃発。田園調布のあたりもB29の空襲を受けるが、生家は被害を免れた。
1942年：東京府立第三高等女学校（現：東京都立駒場高等学校）入学。
1946年：帝国女子理学専門学校（現：東邦大学理学部）生物学科入学、2年後に退学。
1950年：東京薬科大学に2年次編入学、在学中に21歳で結婚。
1953年：同大学を卒業し、東京大学農学部農芸化学科研究室に勤務。
1959年：離婚。学会誌の編集などに携わる。この頃、甥や姪の母親代わりも務めるようになる。
1960年：日本農芸化学会編集部勤務。
1962年：米国でレイチェル・カーソンが『Silent Spring』を出版。DDTを始めとする農薬などの化学物質の危険性、生態系への影響を公にし、社会的に大きな影響を与えた。著作は半年で50万部を売り上げる。日本でも2年後に翻訳出版される。
1965年：植物化学調節研究会主事。
1970年：『Since Silent Spring／邦題：サイレント・スプリングの行くえ』フランク・グレアム著（同文書院）を共訳する。職業の分野だけでなく境遇まで似ていることもあり、レイチェル・カーソンに興味を抱く。
1974年：『The House of life／～Rachel Carson at Work～／邦題：生命の棲家』ポール・ブルックス著（新潮社）を訳出（後に『レイチェル・カーソン』と改題）。
1977年：植物化学調節学会を退職。執筆生活と両親の介護をする。
1987年：『The Edge of the Sea／邦題：海辺』（平河出版）を訳出。後に平凡社ライブラリーにて新書版も出版。
1988年：母死去。レイチェル・カーソン日本協会設立。代表委員となる。母の死をきっかけに信仰を告白。
1991年：『The Sense of Wonder／邦題：センス・オブ・ワンダー』（佑学社）を訳出。
1993年：『Under the Sea Wind／邦題：潮風の下で』（宝島社）を訳出。父死去。
1995年：『Peace Times／邦題：平和へ』キャサリン・スコールズ著（岩崎書店）を訳出。
1996年：佑学社の倒産により、『The Sense of Wonder／邦題「センス　オブ・ワンダー」を新潮社が買い取り再販。
1999年：『Voice for the Earth／邦題：「沈黙の春」で地球の叫びを伝えた科学者レイチェル・カーソン』ジンジャー・ワズワース著（偕成社）訳出。
2001年：映画『センス・オブ・ワンダーレイチェル・カーソンの贈りもの』（グループ現代製作）に朗読者として出演。子安美知子・上遠恵子対談集『いのちの樹の下で』（海拓社）出版。
2004年：著書『レイチェル・カーソンの世界へ』（かもがわ出版）を上梓。
2006年：『Speaking for Nature／邦題：自然保護の夜明け デイヴィド・ソローからレイチェル・カーソンへ』ポール・ブルックス著（新思索社）を訳出。
2013年：著書『レイチェル・カーソン：いのちと地球を愛した人』（日本キリスト教団出版局）を上梓。
2014年：著書『レイチェル・カーソン いまに生きる言葉』（翔泳社）を上梓。
2021年：監修書『13歳からのレイチェル・カーソン』（かもがわ出版）を上梓。

## 翻訳

### レイチェル・カーソンの著作
- 『海辺　The Edge of the Sea』（平河出版社、1987年）[6]、のち平凡社ライブラリー[17]
- 『潮風の下で　Under the Sea-Wind』（宝島社、1993年）[8]、のち文庫[18]、岩波現代文庫[19]、ヤマケイ文庫[20]
- 『センス・オブ・ワンダー　The Sense of Wonder』（祐学社、1991年[7]、新潮社、1996年[21]）、のち新潮文庫[22]

### 他の主な訳書
- フランク・グレアム 『サイレント・スプリングの行くえ　Since Silent Spring』（田村三郎共訳、同文書院、1970年）[4]
- ポール・ブルックス『生命の棲家　The House of Life: Rachel Carson at Work』（新潮社、1974年）[5]
  - 改訂版『レイチェル・カーソン』（新潮社、1994年[23]、新版2004年[24]）、のち新潮文庫 上[25]下[26]
- キャスリン・カドリンスキー『レイチェル・カーソン―沈黙の春をこえて』（佑学社、1989年）[27]、児童向け。点字資料[28]
- ジンジャー・ワズワース『レイチェル・カーソン 〈沈黙の春〉で地球の叫びを伝えた科学者』（偕成社、1999年）[10]、児童向け
- リンダ・リア『レイチェル・カーソン『沈黙の春』の生涯』（東京書籍、2002年）[29]
- ポール・ブルックス『自然保護の夜明け』（北沢久美共訳、新思索社、2006年）[13]

## 著書
- 『レイチェル・カーソン : その生涯』レイチェル・カーソン女史生誕80年記念事業推進委員会、1987.5[30]
- 『「沈黙の春」を読む』原強と共著、レイチェル・カーソン日本協会編、かもがわ出版、1992.4[31]
- 『いのちの樹の下で : エンデとカーソンの道を継ぐ』子安美知子と共著、海拓舎、2001.7[11]
- 『レイチェル・カーソンの世界へ』かもがわ出版、2004.8[12]
- 『レイチェル・カーソン : いのちと地球を愛した人』日本キリスト教団出版局、2013.2[14]
- 『レイチェル・カーソン : いまに生きる言葉』翔泳社、2014.7[15]